# Madarassy Ferenc
Gojzesti Madarassy Ferenc (Jászapáti, 1762. szeptember 29. – Pozsony, 1838. július 28.) ansari választott püspök és valóságos belső titkos tanácsos.

## Élete
A bölcselet első évét 1780-ban Nagyszombatban, a II. évet és a teológiát 1784. június 1-ig Budán, azután Pozsonyban 1786-ban végezte. 1787-ben fölszentelték, miután egy évet a nagyszombati presbiteriumban töltött. Káplán volt Vadkerten, 1793. június 5-től Rimócon 1802. október 30-ig. Ekkor Budán a királyi helytartóságnál könyvvizsgáló lett, 1803-ban esztergomi szentszéki ülnök, 1805-ben szentszéki házasságvédő, 1815-ben egri kanonok, 1816. február 14-én ansariai választott püspök, 1827-ben pozsonyi prépost és főesperes, majd szeptemvir (a Hétszemélyes Tábla tagja), kancelláriai ref. tanácsos és ő felsége belső titkos tanácsosa.

## Munkája
- Dissertaitones historico-criticae super quibusdam vetustiorum rerum Ungaricarum capitibus. Posonii, 1832. (Névtelenül.)